# Wilhelm (Schiff, 1824)
Der Glattdecker Wilhelm, genannt Seeschneck, gilt als das offiziell erste Dampfschiff im regulären Betrieb auf dem Bodensee. Es wurde 1824 mit Unterstützung des württembergischen Königs Wilhelm I. gebaut, der auch Namensgeber für das Schiff war.

## Geschichte

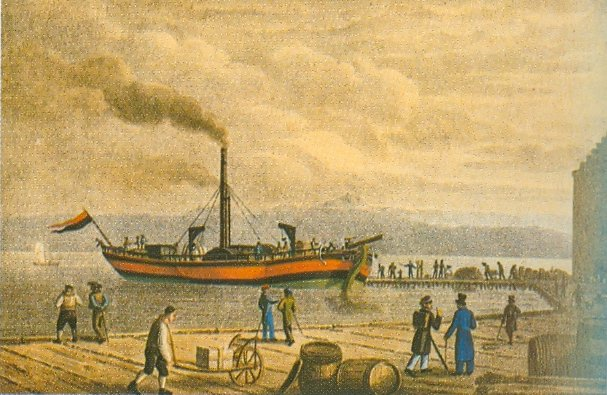
Die Wilhelm in Friedrichshafen, Gemälde von Eberhard Emminger, um 1825

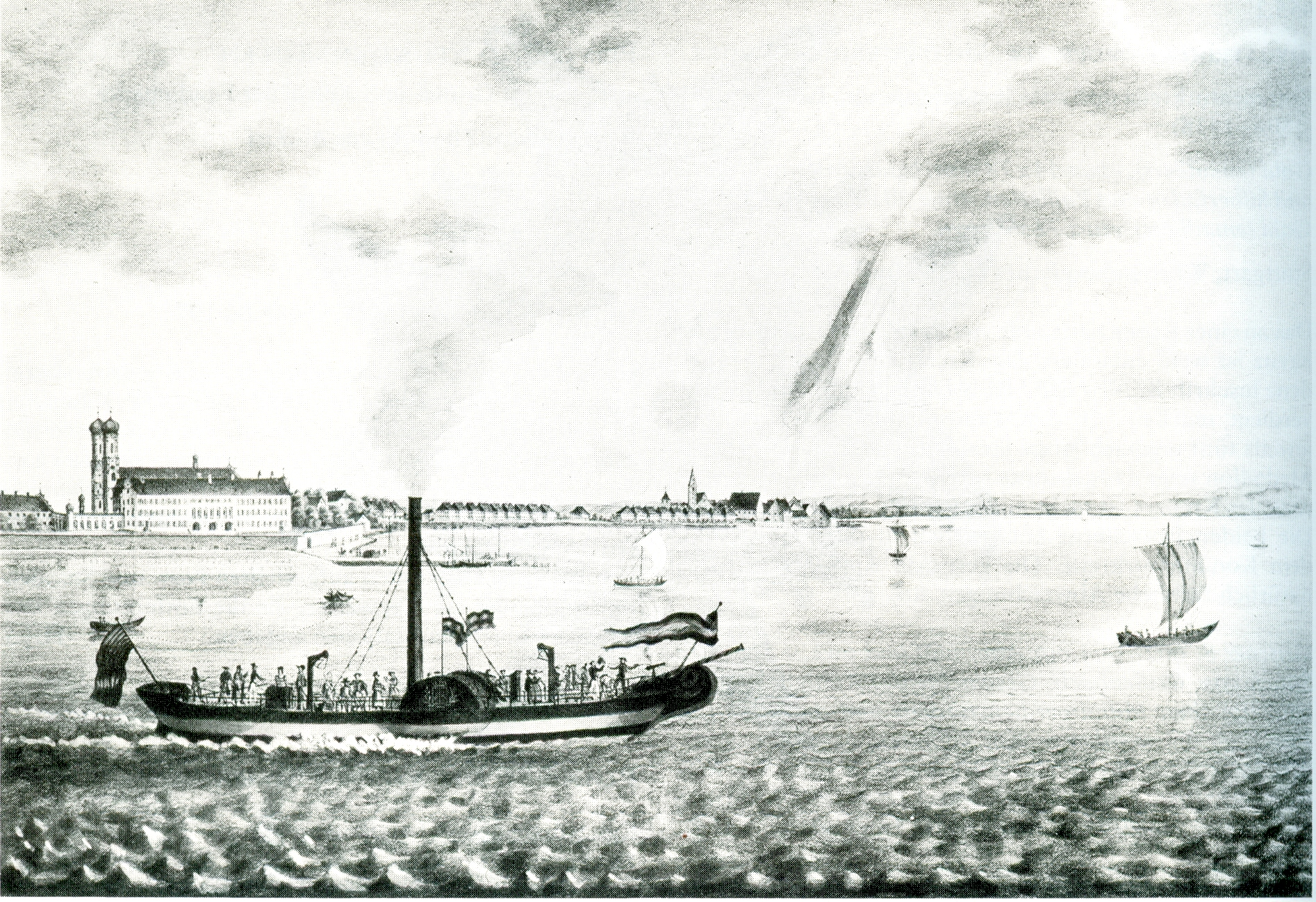
Dampfschiff „Wilhelm“ um 1825 vor dem Kloster Hofen und der Stadt Friedrichshafen

Nach dem gescheiterten Versuch im Jahr 1818, mit der Stephanie die Dampfschifffahrt auf den Bodensee zu bringen, wagte sich, besonders in Baden, auf Jahre niemand mehr an die neue Antriebstechnik für Schiffe heran.
Der Stuttgarter Verleger Johann Friedrich Cotta machte, angeregt von Edward Church, dem damaligen Konsul der Vereinigten Staaten von Amerika in Bordeaux, und dem Konstanzer Bankier und Textilfabrikanten David Macaire d’Hoggner, König Wilhelm I. den Vorschlag zur Gründung einer Bodenseeschifffahrt. Edward Church hatte bereits im Mai 1823 in Genf das erste Schweizer Dampfboot Guillaume Tell für den Genfersee gebaut. Der König war begeistert, und man begann 1824 mit dem Bau eines Dampfschiffes. Am 10. November 1824 wurde es in Dienst gestellt und auf den Namen Wilhelm getauft. Die Wilhelm verkehrte auf der Linie zwischen Friedrichshafen und Rorschach/Romanshorn. Somit war die erste regelmäßige Schiffsverbindung auf dem Bodensee geschaffen. Das Dampfboot hatte einen Holzrumpf. 1829 war dieser durch die Vibrationen der Dampfmaschine so verbraucht, dass er mit Eichenholz aus dem königlichen Forst repariert werden musste. 1847 wurde in Friedrichshafen ein weiterer Glattdeckdampfer, die Königin von Württemberg in Dienst gestellt, woraufhin die altersschwache Wilhelm ein Jahr später ausgemustert und abgebrochen wurde. Ein neuer Glattdeckdampfer mit dem Namen Wilhelm wurde 1851 gebaut.